# Lacey Heward
Lacey Heward (...) è una sciatrice alpina statunitense paralimpica, che ha rappresentato il suo paese nello sci alpino alle Paralimpiadi invernali del 2002, vincitrice di due medaglie di bronzo e del 2006.

## Carriera
Nel 2002 ha vinto due medaglie di bronzo: nello slalom gigante femminile LW10-11 (con un tempo di 2:37.82) e nel super-G femminile LW10-12 (in 1:22.20). Con un tempo di 1:37.12	si è classificata invece al 5º posto nella discesa libera, dietro alle connazionali Sarah Will (1:25.96), Muffy Davis (1:27.65), Stephani Victor (1:32.34) e alla svedese Cecilia Paulson (1:33.15).
A Torino 2006, con un tempo di 1:36.57 si è piazzata al 4º posto nella gara di slalom speciale seduti (sul podio Stephani Victor con 1:48.54, Daila Dameno con 1:49.53 e Tatsuko Aoki con 1:51.39). Quarta anche in discesa libera, con un tempo di 1:56.71, dietro a Laurie Stephens (medaglia d'oro in 1:29.96), Kuniko Obinata (medaglia d'argento in 1:30.89) e Claudia Lösch (medaglia di bronzo in 1:31.30).

## Palmarès

### Paralimpiadi
- 2 medaglie:
  - 2 bronzi (slalom gigante e supergigante a Salt Lake City 2002)